# Wierchomla Wielka

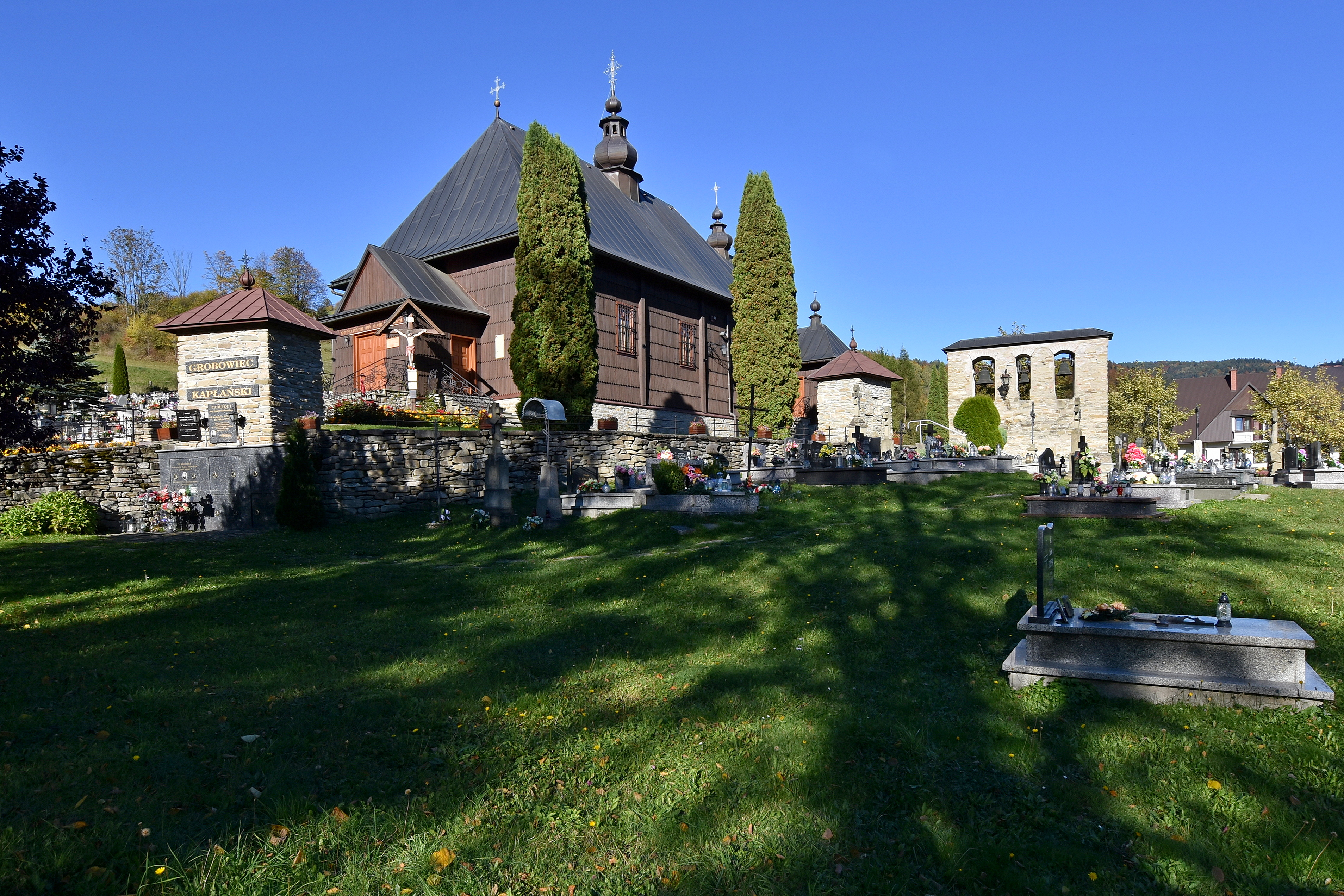
Dawna cerkiew

Wierchomla Wielka – wieś w Polsce, położona w województwie małopolskim, w powiecie nowosądeckim, w gminie Piwniczna-Zdrój.

## Położenie
Wieś leży przy drodze wojewódzkiej nr 971 i przy linii kolejowej nr 96.
Znajduje się na obszarze Popradzkiego Parku Krajobrazowego. Sąsiaduje z Wierchomlą Małą, gdzie mieści się duży ośrodek narciarski – „Dwie Doliny Muszyna – Wierchomla”. Wieś (sołectwo) Miasta i Gminy Piwniczna-Zdrój. Rozciąga się wzdłuż dolnego i środkowego biegu potoku Wierchomlanki, prawobrzeżnego dopływu Popradu. Graniczy z: Łomnicą-Zdrój, gm. Łabowa (Łabowiec i Uhryń), Wierchomla Małą, gm. Muszyna (Żegiestów) i Zubrzykiem, a przez Poprad ze Słowacją.
Wieś otaczają duże masywy leśne, w których wyróżnia się na zachodzie pasmo Kiczory z kulminacjami Drapy (650 m) i Kiczory (806 m). Natomiast po stronie wschodniej piętrzą się Bystre (807 m) i Rąbaniska (788 m), a na północy Gaborówka (790 m).

## Historia
Wierchomla Wielka (łem. Wierchomlia) lokowana była na prawie wołoskim w 1595 roku przez kardynała Jerzego Radziwiłła. Zasadźcą był Mikuta Zubrzycki z Zubrzyka. Osadnikami byli napływający tu pasterze wołoscy. Otrzymali aż 30 lat wolnizny na zagospodarowanie. Stanowiła część państwa muszyńskiego. Po likwidacji muszyńskiego państwa biskupów krakowskich (1781) stanowiła dobra kameralne (K.k. Muszyner Cameral Verwaltung). W XIX w osiedlili się tutaj również Polacy i Żydzi. W 1843 roku w Wiechomli Wielkiej urodził się ksiądz Wołodymyr Chylak, łemkowski pisarz tworzący w języku polskim i rosyjskim. W czasach autonomii galicyjskiej i do 1933 roku była gminą jednowioskową. Następnie należała do gminy zbiorowej w Piwnicznej. Miejscowa ludność repatriowała się w 1945 roku do ZSRR (Ukraina). Pozostałych ok. 150 rodzin wysiedlono w 1947 roku. Wieś zasiedlili Polacy z okolic Piwnicznej. W latach 1955–1972 gromada GRN Piwniczna-Wieś. Od 1973 roku sołectwo miasta i gminy Piwniczna Zdrój.

## Zabytki
Obiekt wpisany do rejestru zabytków nieruchomych województwa małopolskiego.
- Cerkiew, obecnie kościół parafialny pw. św. Michała Archanioła.

Znajduje się tu zabytkowa cerkiew połemkowska z XIX wieku z przyległym cmentarzem i inne stare zabudowania połemkowskie. Cerkiew pw. św. Michała Archanioła należała kiedyś do kościoła greckokatolickiego, obecnie należy do parafii rzymskokatolickiej. Jest konstrukcji zrębowej, podbita gontem i pokryta blachą. Poddasze cerkwi jest chronionym siedliskiem najrzadszych w Europie nietoperzy – podkowca małego oraz nocka orzęsionego.

W Wierchomli Wielkiej działa kopalnia piaskowca. Jest tu kilka nieeksploatowanych (12) źródeł wód mineralnych (szczawy żelaziste i siarczane, m.in. Wierchomlanka).

## Ochotnicza straż pożarna
Ochotnicza Straż Pożarna w Wierchomli Wielkiej powstała w 1927 roku, od 31 maja 2005 jednostka znajduje się w krajowym systemem ratowniczo-gaśniczym oraz posiada trzy samochody bojowe tj. SLRR Ford Ranger XLT, GBAM 2,5/16+8 Star 266 oraz GBARt MAN TGM 13.290.

## Demografia
W 1921 roku spośród 1246 mieszkańców 24 było wyznania rzymskokatolickiego, 1203 greckokatolickiego i 19 mojżeszowego. Narodowość polską zadeklarowały 183 osoby, pozostałe 1063 rusińską.
Ludność według spisów powszechnych, w 2009 roku według PESEL.
| Rok    | 1900 | 1921 | 1931 | 2002 |
| Liczba | 209  | 205  | 252  | 110  |

| Zwierzęta | Konie | Bydło | Owce | Świnie |
| Liczba    | 52    | 762   | 790  | 131    |